# Балагье-д’Ольт
Балагье́-д’Ольт (фр. Balaguier-d'Olt, окс. Balaguièr d'Òlt) — коммуна во Франции, находится в регионе Окситания. Департамент — Аверон. Входит в состав кантона Каденак-Гар. Округ коммуны — Вильфранш-де-Руэрг.
Код INSEE коммуны — 12018.
Коммуна расположена приблизительно в 490 км к югу от Парижа, в 115 км севернее Тулузы, в 55 км к западу от Родеза.

## Население
Население коммуны на 2008 год составляло 135 человек.
| 1962 | 1968 | 1975 | 1982 | 1990 | 1999 | 2008 |
| ---- | ---- | ---- | ---- | ---- | ---- | ---- |
| 113  | 115  | 119  | 160  | 150  | 143  | 135  |

## Экономика

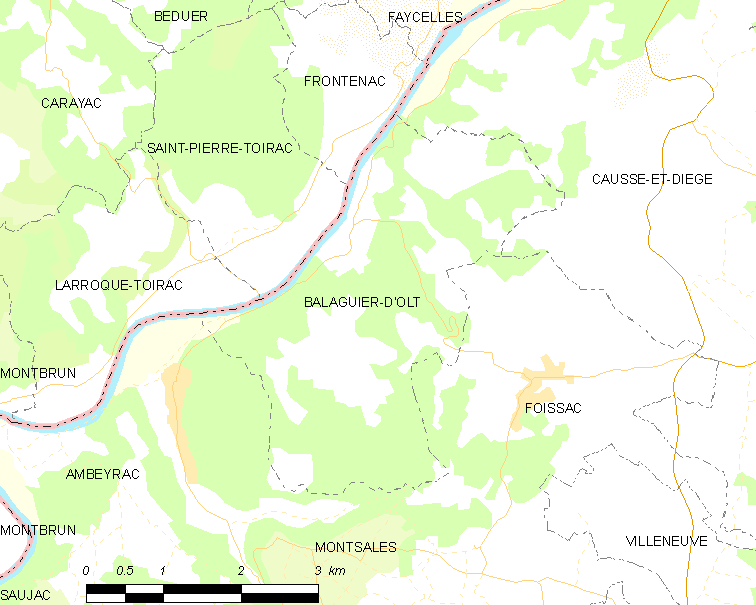
Карта коммуны

В 2007 году среди 97 человек в трудоспособном возрасте (15—64 лет) 68 были экономически активными, 29 — неактивными (показатель активности — 70,1 %, в 1999 году было 57,0 %). Из 68 активных работали 62 человека (35 мужчин и 27 женщин), безработных было 6 (2 мужчин и 4 женщины). Среди 29 неактивных 10 человек были учениками или студентами, 10 — пенсионерами, 9 были неактивными по другим причинам.